# 칼 가브리엘 요크
칼 게이브리얼 요크(Carl Gabriel Yorke, 1952년 11월 23일 ~ )는 미국의 배우이다.
미국에서 태어났다.

## 영화
- 크레이지 핸드 (1999년)
- 해커스 (1993년)
- 잭 더 베어 (1993년)
- 홀로코스트 (1980년)

## 같이 보기
- 루카 바르바레스키
- 로버트 커먼